# Астрагал
Астрагал је архитектонски израз за профилацију која одваја стабло стуба од капитела или поједине делове архитрава, често декорисан украсима у виду ниских наушница (ђинђува). Састављена је од полукружне површине окружене са двије равне површине. Астрагал се понекад описује и као минијатурни торус. У архитектури се користи на врху платформе стуба али се такође користи и као решеткаста компонента намјештаја.